# 아이타페 전투
아이타베 전투(The Battle of Aitape)는 태평양 전쟁 뉴기니섬 전역에서 일본 제국군과 미국・오스트레일리아 간에 있었던 전투이다. 파푸아뉴기니의 아이타베에서 1944년 6월부터 동년 8월 상순까지 벌어졌고, 미국・오스트레일리아 연합군이 승리했다.